# سليمان الجوسقي
الشيخ سليمان الجوسقي مناضل وقائد مقاومة وعالم أزهري مصري لقب بسلطان العميان، سمي بالجوسقي نسبه إلى قريته «الجوسق»، يعد أبرز رموز المقاومة ضد الحملة الفرنسية على مصر عم 1798 وكان له دور كبير في ثورة القاهرة الأولى ووصف بأنه كان القائد الفعلي لها.
ولد كفيفاً وتعلم بالأزهر وأصبح شيخاً لطائفة المكفوفين واستطاع ببراعة إدارة أوقاف المكفوفين وأموالهم وصنعت لهم فائض من الأموال مكنته من الحصول على الكثير من النفوذ، وعقب قدوم الحملة الفرنسية بقيادة نابليون بونابرت قرر البدأ في مقاومتهم وقام بتجنيد المكفوفين للقيام بعمليات جاسوسية ونقل المعلومات إلى الوجهاء والمشايخ والأعيان، كذلك كانوا يقومون بالحيل لاغتيال الجنود الفرنسيين، كما عمل خطيباً وحث المقاومة على الصمود أثناء قيام القوات الفرنسية بضرب القاهرة بالمدافع.
أزعج كفاح الجوسقي نابليون بونابرت واستطاع من خلال الوشاية معرفة المتسبب وأمر بالقبض على الشيخ الجوسقي، وعندما حاول استمالته بكل الطرق قام الشيخ الجوسقي بصفع نابليون على وجهه فأمر بإعدامه، اشتهرت هذه الحادثة في الثقافة الشعبية وسميت بـ«كف الجوسقي».
كانت قصة نضال ومقاومة الجوسقي وحادثة الصفع ملهمة للعديد من المؤلفين ونشر عنها الجبرتي في كتابه عجائب الآثار بالإضافة إلى العديد من المسرحيات والأفلام والمسلسلات التي تناولت فترة الحملة الفرنسية.

## نشأته
ولد في قرية الجوسق التابعة لمدينة بلبيس بمصر والتي تقع حالياً ضمن محافظة الشرقية، كان قد حُرم من نعمة البصر ولذلك تم إلحاقه بالأزهر الشريف تنفيذا لرغبة عائلته، وتفوق في دراسته على الرغم من كونه كفيفاً.

## حياته
كان سليمان الجوسقي في أثناء دراسته بالأزهر شيخًا لطائفة العميان ومشرفًا عامًا على أوقافهم وكان محبوبًا من العامة والعميان وموضع تبركهم وقد نجح الرجل بمحبة العميان في أن يجمع ثروة كبيرة عن طريق إدارة أوقاف العميان والتجارة.
تولى الشيخ الجوسقي مسؤولية طائفة المكفوفين الأزهريين عقب وفاة سلفه الشيخ الشبراوي، تمكن من تنظيم أمور المكفوفين في جميع البلدان المصرية، جمع منهم ما فاض من الأموال، أنشأ لهم مشروعات تكفل لهم المعيشة الكريمة، أدار دولة العميان بحكمة وبراعة، أقام لهم تجارة عظيمة وأنشأ لهم المطاحن والمخابز.
يقول الجبرتي عن تعامل الجوسقي مع طائفته: «وسار فيهم بشهامة وصرامة وجبروت وجمع بجاههم أموالًا عظيمة وعقارات.»

## دوره النضالي
كان الجوسقي على موعد مع القدر وقت اندلاع ثورة القاهرة الأولى ضد العسكر الفرنسيين في أكتوبر عام 1798، وعندما اشتد وطيس ضرب المدافع لجأ له العامة فحفزهم على الثبات والصمود وخطب فيهم وقال جملته الشهيرة:
| سليمان الجوسقي | إنكم بشر مثلكم مثلهم، فاخرجوا إليهم فإما أن تبيدوهم أو يبيدوكم. | سليمان الجوسقي |

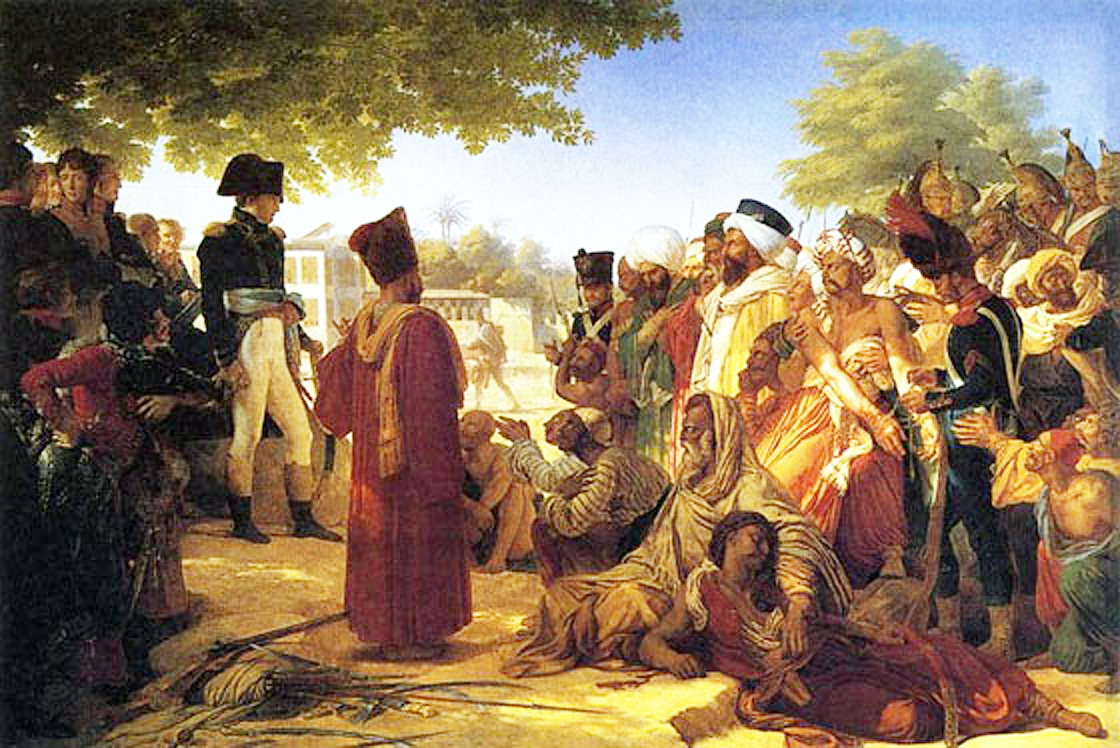
رسمة لأحداث ثورة لقاهرة الأولى وتصف نابليون وهو يتحدث للأهالي لإخماد القتال

لم يقف دور الجوسقي إلى حد الخطابة بل قرر أن يُطوّع العميان وطائفتهم التي يترأسها وجَيّشهم في جيش لمواجهة الغزو الفرنسي، فكان العميان هم حلقة الوصل والجاسوسية لصالح مصر، فكانوا ينقلون أخبار المعسكر الفرنسي لرموز المقاومة الشعبية في مصر حينها وكان يرسل أتباعه من جيش العميان إلى الوجهاء والمشايخ وزعماء المدن والقرى، كما ساهم الجوسقي في إجراء كتيبة من العميان لإجراء عمليات اغتيال للجنود الفرنسيين رغم فقدانهم للبصر، حيث جعل العميان يتسولون امام حانات الخمور التي كانت للفرنسيين فياتي الجندي الفرنسي سكرانا ويعطيه المال فعندما يمسك بيد الفرنسي يشدها اليه ويعطيه طعنة ويلوذ بالفرار.
أخرج الجوسقي ما لديه من مال وكان ثريا واشترى السلاح ووزعه على الناس ويذكر المؤرخون: «ان الجوسقي كان يشق القاهرة بحماره ليتفقد المتاريس والحصون ويتفقد احتياج المجاهدين للسلاح ويأمر بإرسال السلاح والمؤن إلى الأماكن التي تحتاج إليها وينفق في ذلك عن سعة»؛ وكان الجوسقي هو كلمة السر وراء الكثير من عمليات اغتيال العسكر الفرنساوية.

## لقاءه مع بونابرت
علم نابليون أن الجوسقي هو العقل المدبر لعمليات الاغتيال فقرر إلقاء القبض عليه، أعجب نابليون بقدرة شيخ كفيف على القيام بذلك بمفردة وحاول نابليون استمالة الشيخ، فقدم له العديد من العروض وكان الشيخ يسمع تلك العروض في إباء وشموخ ويرفضها بسخرية واستهزاء، إلى أن قدم له العرض الأكبر وهو أن يجعله سلطانًا على مصر زاعماً أنه لم يجد في البلاد من هو في قوته وكفائته.
وقتها أظهر الشيخ قبولاً للعرض ومد نابليون يده إليه متنفسا الصعداء، وكذلك مد الشيخ يده اليمنى مصافحا إياه فكانت المفاجأة أن رفع يده اليسري، ليصفع نابليون بونابرت صفعة قوية على وجهه لا ينساها، فاستشاط نابليون غضبا وأمر بقتل الرجل وإلقاء جثته في النيل.
وسجل الأديب الكبير علي أحمد باكثير هذا الموقف في مسرحيته «الدودة والثعبان» وقال على لسان الجوسقي:
| سليمان الجوسقي | معذرة يا بونابرتة هذه ليست يدي، هذه يد الشعب. | سليمان الجوسقي |

## وفاته
تم إعدام الشيخ الجوسقي عام 1798 عقب إخماد ثورة القاهرة الأولى، اختلف المؤرخون حول وفاته، بعض المصادر قالت بأنه تم إعدامه بالشنق مع علماء الأزهر الستة الذي أمر نابليون بإعدامهم، ومصادر أخرى قالت بأنه تم إلقاءه من فوق القلعة. وقيل أنه صدر حكم الإعدام لكن لم ينفذ لكونه كفيفاً وظل في السجن عدة أشهر حتى توفي.

## سيرته في المراجع
ذكرة سيرة الشيخ الجوسقي في كتاب عجائب الآثار في التراجم والأخبار للجبرتي، وذلك في الجزء الثانى،
أيضاً ذكر اسمه الأديب علي أحمد باكثير الذي ذكر موقفه مع نابليون في مسرحيته «الدودة والثعبان».

## في الإعلام والفن
تحولت قصة «كف الجوسقي» إلى قصة شعبية ألهمت عشرات المبدعين الذي تناولوا شخصية وسيرة الجوسقي، ففي فيلمه (وداعاً بونابرت) قدم المخرج الراحل يوسف شاهين الجوسقي باعتباره قائد تنظيم سري يعد للثورة المسلحة ضد الفرنسيين، وقدمها الممثل الراحل صلاح ذو الفقار باسم الشيخ حسونة.
وبرز أسمه أيضاً في مسلسل (نابليون والمحروسة) الذي انتج عام 2012 من إخراج شوقي الماجري، حيث برز أيضاً اسم الشيخ الجوسقي ضمن أحداث المسلسل كقائد للمكفوفين ولكل البسطاء من أبناء الأزهر بشكل عام، حيث يلتفون حوله وحول قيادته رافضين القيادات الأزهرية الأخرى التي هادنت الفرنسيين.